# Fälpfjälltjärnarna (Hotagens socken, Jämtland, 712011-144810)
Fälpfjälltjärnarna är en sjö i Krokoms kommun i Jämtland och ingår i Ångermanälvens huvudavrinningsområde. Sjön har en area på 0,128 kvadratkilometer och ligger 647,3 meter över havet. Fälpfjälltjärnarna ligger i Gråberget-Hotagsfjällen Natura 2000-område.

## Delavrinningsområde
Fälpfjälltjärnarna ingår i det delavrinningsområde (711991-144757) som SMHI kallar för Utloppet av Fälpfjälltjärnarna. Medelhöjden är 724 meter över havet och ytan är 3,08 kvadratkilometer. Det finns inga avrinningsområden uppströms utan avrinningsområdet är högsta punkten. Vattendraget som avvattnar avrinningsområdet har biflödesordning 6, vilket innebär att vattnet flödar genom totalt 6 vattendrag innan det når havet efter 284 kilometer. Avrinningsområdet består mestadels av skog (77 procent) och kalfjäll (16 procent). Avrinningsområdet har 0,13 kvadratkilometer vattenytor vilket ger det en sjöprocent på 4,2 procent.